# Eddie Polo

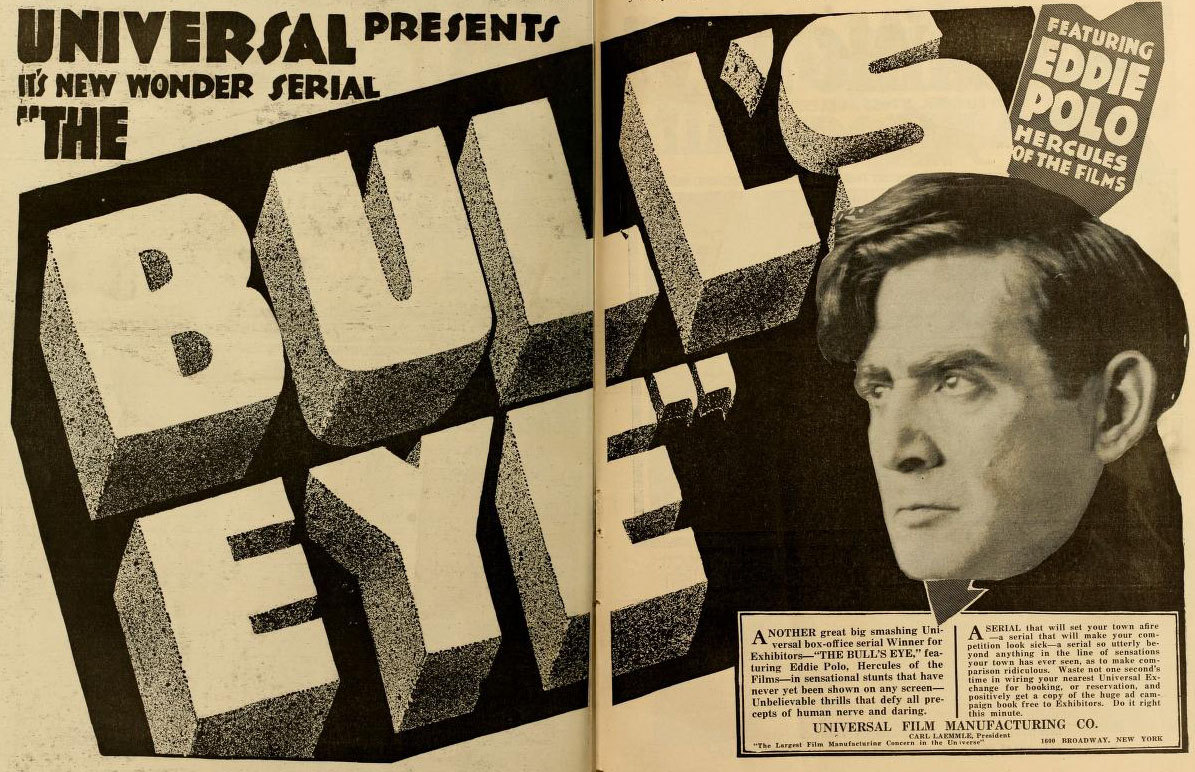
Bull's Eye (1918).

Eddie Polo est un acteur américain d'origine autrichienne né Edward W. Wyman ou Weimer le 1er février 1875 et mort le 14 juin 1961. Il a tourné dans plus de 80 films et fut dans les années 1920 une star du cinéma d'action en Allemagne.

## Biographie
Jeune, il travailla comme artiste de cirque (trapéziste) et commença sa carrière au cinéma en 1913 en tant que cascadeur avant d'avoir régulièrement des rôles deux ans plus tard.
En 1915, il aurait réussi un saut en parachute depuis la Tour Eiffel.
À la fin des années 1920, il était une star du cinéma d'action en Allemagne.
Sa carrière d'acteur prit fin au milieu des années 1940 à Hollywood, et il devint ensuite maquilleur.
Il est le père de l'actrice Malvina Polo et le frère de l'acteur Sam Polo.

## Filmographie partielle
- 1915 : The New Adventures of Terence O'Rourke d'Otis Turner
- 1915 : The Broken Coin de Francis Ford
- 1915 : The Hidden City de Francis Ford
- 1919 : Cyclone Smith's Comeback de Jacques Jaccard
- 1927 : Die Eule: 1 Die tollen Launen eines Millionärs; 2 Die Unbekannte
- 1928 : Hände hoch, hier Eddy Polo de Léo Lasko
- 1929 : Le Reporter diabolique d'Ernst Laemmle
- 1940 : La Douce Illusion de William A. Seiter
- 1944 : La Passion du Docteur Holmes (The Climax) de George Waggner (non crédité)
- 1946 : Du burlesque à l'opéra de Henry Koster

## Source
- (de) Cet article est partiellement ou en totalité issu de l’article de Wikipédia en allemand intitulé « Eddie Polo » (voir la liste des auteurs).